# 陡坡乡
陡坡乡，是中华人民共和国山西省临汾市隰县下辖的一个乡镇级行政单位。2021年5月，撤销陡坡乡，整建制并入寨子乡。

## 行政区划
陡坡乡下辖以下地区：
陡坡村、习美村、辛庄村、石村、三交村和黑桑村。